# 有田哲平
有田 哲平（ありた てっぺい、1971年〈昭和46年〉2月3日 - ）は、日本のお笑いタレント。お笑いコンビ・くりぃむしちゅーのボケ担当。相方は上田晋也。
熊本県熊本市東区出身。ナチュラルエイト所属。身長173 cm、血液型A型 。愛称はアリペイ、アリペー。

## 略歴
1971年2月3日、熊本県熊本市東区に生まれる。男3兄弟の次男として誕生する。熊本大学教育学部附属中学校を経て、熊本県立済々黌高等学校に入学。ラグビー部に入部した際に上田と出会い、プロレスの話や両者が当時『お笑いスター誕生!!』を見ていたことで意気投合。高校卒業後に上田からの誘いを受け1991年にコンビ「海砂利水魚」を結成し、コント山口君と竹田君の付き人となる。
「海砂利水魚」時代は尖った芸風だったが、2000年に東貴博脚本・主演の東八郎十三回忌追悼公演に出演した際、演出の萩本欽一に自身の不真面目な態度を肯定的に捉えられたことがきっかけでテキトーなキャラクターを確立し、次第にバラエティ番組への起用が増えていった。「くりぃむしちゅー」改名効果は直接ブレイクには結びつかなかったものの、その後は相方・上田のうんちくキャラに乗っかることもあってコンビでブレイクした。
2008年、DVD『特典映像』で監督としてデビュー。
2016年12月5日放送分の『しゃべくり007』にて、2016年11月29日付で北海道出身の一般人女性との入籍を発表。
2018年7月19日、NHK連続テレビ小説「半分、青い。」への出演が決まったことが公式サイトで発表された。
2020年12月7日、第1子となる長女の誕生を報告。2022年8月8日、第2子となる次女の誕生を報告。
2022年11月24日、極めて近い将来芸能界を引退すると、ABEMAで発表された。なお元プロレスラー髙田延彦がかつて試合後に「極めて近い将来、引退します」と同様の宣言をしている（実際の引退は宣言の7年後）。
2022年12月より初挑戦となるAmazon Musicのポッドキャスト番組『有田脳』が開始した。

## 人物

### 学生時代
小学校1、2年時には日本舞踊を習っていたが、今では何も覚えていないとのこと。
小学校半ばからお笑いが好きで、当時は前述の通り『お笑いスター誕生!!』が好きだった。小学校の文化祭では友人と共にコントを作って演じていたが、コント自体はいつの間にか服を脱ぐような劇だった。
熊本大学教育学部附属中学校在学中の2年生時には、アメリカにホームステイしていたこともある。
熊本県立済々黌高等学校ではラグビー部に所属しており、試合では上田がレギュラーだったのに対し、有田はベンチ要員だった。その上にラグビーのルールをよく理解しておらず、ある試合で上田がボールを持ちトライするべくラインに向かって走ると、有田は何を思ったかチームメイトである上田にタックルを仕掛けたとのこと。初めて出場した試合では試合慣れした様子を出そうと野次を飛ばし、審判に注意された。その後、気まずさを隠して歩いているとサイドフラッグに引っかかり右腕を折る。恥ずかしくて名乗り出られず、数プレーの間左手だけでボールを扱おうとするも上手くいかず、事情を知らないチームメイトから注意された。また、ある日ラグビー部の皆で将来の夢を話していた時、他の部員は「弁護士」「起業家」などと真面目に目標を述べていたが、有田は「俺は光GENJIに入る!」と真顔で豪語していた。
現役で明治大学法学部二部に合格していたが、上田に「一緒に早稲田に入ろう」と誘われ熊本壺溪塾学園で浪人する。一浪を経て、上田は早稲田大学に合格するも、有田は不合格。有田は上田がまた浪人してくれると思っていたそうだが、「お前は立教がいい」と言い包められ、結局立教大学に入学した。しかし、有田も上田と同様に大学での生活に馴染むことができず、友人もほとんど作れなかったことから、しばしば一人ぼっちでキャンパス内のベンチに座り、煙草を吸いながら時間を潰していたといい、最終的に中退に至ったのも、このことに起因した部分もあったと語っている。
なお、コント山口君と竹田君によると、有田は大学中退に関しては悩んでいたところで父親が死去し、学生生活を続けることが困難になったことでふんぎりがついたとのことである。

### 家族・親類
3人兄弟の次男。弟は元放送作家の有田真平、兄は地元で教師をしている。
母の迪子は水泳でオリンピックの代表候補になるほどの選手だった。現在も熊本県内にある室内プールで管理者の傍ら、子供達に水泳の指導を行なっている。その母は、2008年にマスターズ世界水泳選手権の平泳ぎ・シニア部門で6位に入賞した。
父は広告代理店を経営していた。有田によると有田の父は厳格かつワンマン気質で有田を含めて兄弟全員その怖い父親が苦手だったらしく、一年を通して会話らしい会話はなかった。しかし、有田の大学入学後に会社が倒産、授業料を滞納する事態となった。それに関する父親からの報告と、有田からの「大学を中退してお笑いをやりたい」旨の報告とが偶然にも重なり、有田は勘当を覚悟したが、父親に「学費を納めなくていいなんてお前は孝行息子だ。それにやりたいことを見つけるなんて素晴らしい!」と絶賛された。後に知るが、その時点で会社が傾いていたらしく、有田が物心付いた頃から長らく住んでいた実家も売られていた。父親の事業破綻後に両親は離婚し、程なくして父親が死去。祖父や祖母もそれと前後して立て続けに亡くなった。
有田は後に当時を振り返り「大学の頃、夏休みに熊本の実家に戻ったら表札が『長谷川』に変わっていた。人づてに引っ越し先を調べて訪ねてみると、有田家は安＆ボロアパートに様変わりしていた」と述べた。有田がやっとそのアパートを探し当てると父親は「言い訳じゃないけどな、ここ（安アパート）に住み始めたらこっちの方が住みやすいなあと思ってな」と言った。その後、有田がお笑いの道を志すことを承諾した父親が有田に50万円をくれたが、どうやらそのお金はサラ金で借金して作ったお金だったらしく、それを最後に父親は亡くなった。
有田が『王様のブランチ』の中継コーナーのレギュラーだった頃、ゲストレポーターのX-GUNが「有田の売られてしまった実家に潜入」という趣旨の企画で有田の元実家を訪れたことがある。昔有田の部屋だったところは物置となっていたが、有田が壁に落書きした「飛龍」の文字は残っていたことが判明したので有田はレポートをしてくれたX-GUNに感謝した。
いとこに小説家の鵜波美布（代表作に『武運』等）がいる。
伯父（有田の母親の兄）は政治学者で、日本初のノーベル賞選考委員やスウェーデン王立アカデミーの会員を務めた矢野暢。「幼少期より、よく両親から『親戚にいる大学教授の伯父さんを見習え』と言われていたが、その人がセクハラで訴えられた」というネタをよく使う（セクハラの詳細は矢野事件を参照）。

### 身体的特徴
しゃくれ顎が特徴。
年々太ってきており、デビュー当時と比べて15kgほど太ったこともあった。ファンや上田から、久保田かずのぶ（とろサーモン）に似てきていると指摘されており、視聴者が久保田を見て有田と間違ったこともあるという。有田と久保田はあまりにも周りから似ていると言われるため、2013年9月2日のグリグリくりぃむで「どっちが有田でどっちが久保田」という企画が行われた。一方、ヒロミが経営する加圧トレーニングジムに通っていたことがある。
高校時代から芸人デビュー前まで寄生虫持ちだったことから、現在と異なりスリムな体型だった。高校時代にラグビー部を引退した後、上田共々部活をやっていた頃と同様の暴飲暴食を辞められなかったことから、上田が急激に太りだしたのとは対照的に、全く太ることはなかった。一方、その当時は年に4回ほど尻の猛烈な痒みに苦しめられてもいた。
頭髪が薄く、自身は祖父からの隔世遺伝であると述べている。育毛剤を使用しているが、その育毛剤の力を強くする為に「モミダッシュ」なる頭皮洗浄用の機器を使用している。その効果もあってか、近年は薄毛の進行が止まっているようにも見える。
2008年5月1日放送の『アリケン』の企画で、左頬のシミを消すプチ整形を行った。

### 趣味・嗜好

#### プロレス
大のプロレスファンで、自身の芸風にも活かされている。メジャー・インディー団体問わず、選手やマット界の動向にも非常に詳しい。毎週欠かさず週刊プロレスを愛読（第一号から全て）している他、多くのプロレスグッズも所有している。『笑っていいとも!』の「テレフォンショッキング」に出演した際には、同誌をタモリへの土産として持参したことがある。
選手個人としては長州力の大ファンであり、自身の著書で有田は「大げさでも何でもなく（長州は）僕の師匠です。何かあると長州力の語録やインタビューや試合を見て自分自身にカツを入れてきました」と記している（そして長年の思いが叶い、週刊プレイボーイの2011年1/17〜1/24号にて有田と長州力の対談が実現した）。
『ハッスル・エイド2006』では、自前の「高田総統」のコスプレをしてオープニングに登場。翌2007年12月31日の『大晦日!ハッスル祭り2007』でも、高田将軍（戦国時代バージョン）が現れた後に、有田総統としてリングに登場した。
2010年7月に「プロレスラー 伝説のビッグマウス！」というプロレス本を出した。なおその本には同じくプロレスファンのケンドーコバヤシとの対談も収録されている。有田はプロレスから場を活性化させるための仕掛けや反骨心を学んだと言い、プロレスとは魅力的なジャンルでレスラーの言葉には人に影響を与えて動かす力があると述べている。
2016年11月に有田と週刊プロレスとというプロレストーク番組を始めた。有田曰く「夢のよう」。なお、この番組は有田が、『週プロ』を題材に30分しゃべるトーク番組で、題材となる週刊プロレス該当号は有田も事前に知らされずに渡される。よって、番組プロデューサーの上田暁子はインタビュー記事で「（有田さんは）封筒から週刊プロレスを出したときに、どの号が出るかご存知ないので、たいてい5秒くらい「あ～」とおっしゃるのですが、その5秒の間で記憶を呼び起こしながら、どこから話し始めてどこを最後に持っていくかを頭の中で構成しておられるのだと思います。この番組は大体1話30分の配信ですが、実は収録時間もほぼ同じくらいなんです。つまり、あの「あ～」という間に、30分のお話を組み立てて語っているんですよね。収録でそれを目の当たりにして、本当にいつも鳥肌が立ちます。」と述べている。
ラリー遠田は有田の追求する笑いは受け手に裏に潜む意味や物語を感じさせて、多くを説明しない点にあり、これを「プロレス的」だと指摘している。

#### アニメ・ゲーム
TVアニメ『新世紀エヴァンゲリオン』の大ファンで、『アメトーーク!』に「エヴァンゲリオン芸人」として出演したこともある（2008年4月24日放送分）。
いわゆるヘビーゲーマー。『オールナイトニッポン』等で、ゲームソフト『実況パワフルプロ野球9』（コナミ）の「サクセスモード」について熱く語っていた事があり、『パワプロクンポケット7』には有田をモデルにした「有田修吾」というキャラクターが登場した。また、定期的にオールナイトニッポンのスタッフ達を集めてパワプロ大会を行っているとのこと。しかし、実際の野球にはあまり興味が無い上に疎い。
『龍が如く』（セガ）に関しては、同番組で面白いゲームであると太鼓判を押したため、本人が知らない内に「くりぃむしちゅー有田も大絶賛」というキャッチコピーを付けられていた。後にマネージャー大橋によりその仕事を引き受けていたことが判明した。

#### 音楽
好きな音楽ジャンルはヒップホップ。ヒップホップアーティスト・ZEEBRAとも親交があり、『シュガーヒルストリート』では、「ALI-T（途中からFAKE-Aに改名）」に扮してZEEBRAと一緒に司会を務めた。これが縁で、ZEEBRAのシングル「Stop Playin' A Wall」のプロモーションビデオにも出演している。
ほかに、兄の影響からビートルズのファンでもある。ビートルズが好きなあまりビートルズのコピーバンドの店に行くほど。一番好きなビートルズのアルバムは「リボルバー」。なお、ビートルズ全曲をイントロ1秒のみ聴いて曲名を当てることができるという特技の持ち主でもある。
またギターを練習して、『くりぃむナントカ』のスタッフらと共にバンドを結成、ボーカルとしてビートルズの楽曲でライブを開催したり、映画『アイアンマン』他のDVD販促キャンペーンでは自作の「応援歌」を披露した。
洋楽にも造詣が深く、1年間にリリースされた楽曲の中から優れた作品を『アリデミー賞』として独断で選出しており、2021年以降毎年BS朝日の洋楽番組『ベストヒットUSA』にゲスト出演してアリデミー賞を発表している。

#### 映画鑑賞
映画鑑賞が好きで好きな日本映画は天城越え (松本清張)。映画好きが高じて『なんでもアリタっ!』と題する「有田哲平と設楽統をなんでも自由に使い映画監督に短編映画を撮ってもらう」という企画のバラエティ番組もやった。
2005年にスター・ウォーズ エピソード3/シスの復讐が公開された際にはスター・ウォーズにはまっていたが、本人曰く「ドハマりすると飽きも早い」らしく、マネージャーが家に来た際、スター・ウォーズのグッズをすべて譲った。
2014年4月25日には伊集院光のラジオ、伊集院光の週末TSUTAYAに行ってこれ借りよう!にゲスト出演。有田がお勧めした映画はアメリカのホラー映画『エスター』。
ほかに、2015年12月4日公開の007 スペクターに先駆けて同年10月に『007』シリーズの世界での宣伝史上初となる『007』公式アンバサダーとして、有田が就任した。

#### その他
芸人として収入がなかった駆け出しの頃は、ホンダリード90という2ストのスクーターで移動していた。
カジノが好きで、海外旅行は専ら韓国やアメリカ等のカジノがある国が多い。
菅野美穂の大ファンである。

### 交友関係
- 山崎弘也（アンタッチャブル）を可愛がっており、2013年まで山崎と同じマンションの上下階に住んでいた（有田は2012年の1月頃に東京都内の一戸建てを購入し、2013年の春に入居したという記事が週刊女性 2013年8月13日号に掲載された）。
- 矢作兼（おぎやはぎ）とも非常に仲が良く、独身だった頃は山崎を含めた男3人で毎年旅行に出かけていた。
- 番組収録の合間に山崎やおぎやはぎ、次長課長などの後輩芸人を集めて、芸に対するアドバイスやダメ出しを行う（「有田塾」と呼ばれている）が、「全くためにならない話ばかり」しているという。また、土田晃之には「『銭形金太郎』のロケで泣け。」とアドバイスをした[41]。その一方で、的確なアドバイスもしており、土田は有田に言われた「『好きな芸人は誰ですか?』という街頭インタビューがあった時、お前の名前は挙がらないかもしれない。しかし、『土田のことを面白いと思うか?』という問いで、9割の人が面白いと答えてくれる様な芸人になれ。」という言葉は、雛壇芸人などのサブとして活動していこうと覚悟を決める際に重要なアドバイスだったと語っている。
- また、土田はU-turn時代に『GAHAHA王国』に出演していた頃、先輩芸人達から陰口を叩かれた際に有田がかばってくれたと話したことがある。GAHAHA王国にはショートコントの勝ち抜け戦があり、当時U-turnが参戦し勝ち続けたことがあったが、先輩芸人達から「U-turnとか全然面白くねぇわ。何であんなんが勝ち抜いてるん？」と楽屋で陰口を叩かれた時、有田はU-turnの陰口を叩いた芸人達に、「お前ら、それ違うだろ！対戦形式でお客さんがどっちが面白いか決めて、それでU-turnが勝ってんだから、U-turnがおもしれぇんだよ」「お前らが負けてんだよ」と言ってU-turnのことをかばった[42]。
- 共演の多い堀内健（ネプチューン）からは、「これからのことも、お笑いのことも真剣によく考えているし、芸術を見るセンスもある。とにかく凄くいい奴」と評されている。
- 同じく共演の多い設楽統（バナナマン）は、有田を分析力が高くバランス感覚に優れたオールラウンドプレーヤーと評し、動きやトーク等の芸人の能力をレーダーチャートにして表したら限りなく五角形に近い人だと述べたことがある[43]。
- かつて、ものまね芸人の原口あきまさは自分はキャリアの途中からものまねの世界に入った故に「自分のものまねは他の同業者達の芸と比較すると似ていないのでは」と苦悩し、ものまねをやめようかと思い悩んでいた。しかし、ある日、飲み会で有田に「原口のものまねはそんなに似ていなくてもそれが面白いからいいんじゃない」と言われて、原口は似ていると言われるよりも面白いと言われたいと思うようになった。後に原口はそれで心が救われたと当時のことを振り返っている[44]。
- オールナイトニッポンに出演していた当時（2005年 - 2008年頃）、相方・上田の2人の姪（上田の実兄・上田啓介の娘）を非常に可愛がっており、叔父でもある上田を心配させていた。有田曰く、「どんなにユルいギャグを言ってもウケるから気分がいい。」とのことで、休日には2人と遊ぶためだけにわざわざ熊本まで帰省し、当時流行していたナルミヤ・インターナショナルのジュニア向けブランド服「メゾピアノ」などをプレゼントしたこともあるという。当時、2人は有田を「ありぶす」と呼び、「ありぶす、お前顎伸びたな〜。」などと散々なことを言われていた。ちなみに、アンタッチャブルの山崎を「やまぶー」、柴田英嗣を「しばめんこ」と呼び、2人ともメールでの近況報告等もしていた。
- かつては太田光（爆笑問題）を慕っており、ライブで共演するたびに楽屋に出入りしていたが、太田が無鉄砲なボケを連発する芸風に転向してからは距離を置くようになり、（あくまでネタの範疇ではあるが）「大嫌い」などと罵るようになった[45]。

### 芸風
近年ではテレビ局等に企画を持ち込み、自身が立案した企画の番組に出演することも多い。この件に関して有田はとあるインタビュー記事で「自分がどうしたいかを考えるのは好きなんです。ただ、それが必ずしも面白くならなかったりするんですよね。で、“こんな企画できましたー、やってくださーい”って言われてやる方が意外に楽しくなったり」と述べている。なお、その記事では件の有田の発言の次に「でもいつかは、自分が面白いと思ったものが他人にも間違いなく面白がられるようになりたいと思っている。」とも書かれている。
- ちなみに全力!脱力タイムズを有田と共に手掛ける制作総指揮の名城ラリータは自身のインタビューで「有田さんがすごいのは、必ずヒットが打てる人なんですよ。みんなで番組について考えているときでも、すごく面白いアイデアが出てくる。その発想力や瞬発力は本当にすごい」と発言している[50]。
- また、2019年05月30日放送のアメトーーク「バラエティ観るの大好き芸人」という出演芸人達が好きなバラエティ番組について語る回では「有田さんの番組って（有田さんが）作家として一緒に企画を考えているのが多いから、だから面白いんですよ。」と話題になっている[51]。

格闘技ネタを得意とする。ものまねのレパートリーは、自身が大のプロレスファンということもあり、プロレスラーが多数を占めている。中でもアントニオ猪木のものまねは、『内村プロデュース』での「○○で勝利するをプロデュース（スポーツシリーズ）」で内村光良のふりで披露、後に鉄板ネタとなった。
長州小力がする長州力のものまね「キレてないですよ」（実際は「キレちゃいないよ」である）は、有田のネタが元となっている。後に『笑いの金メダル』で小力と組んで「W長州」としてネタを披露した。

### ものまねのレパートリー
- アニマル浜口
- アントニオ猪木
- 佐々木健介
- 三遊亭圓楽
- 高田延彦
- 長州力
- 天龍源一郎
- 永田裕志[52]
- 中西学
- ハデス
- 藤岡弘、
- 藤波辰巳

ほか

### エピソード
- 2001年6月、相方と共に出演していた瀬戸内海放送（KSB）の人気深夜番組『ばちこい!』の企画で、「Bachicco!（ばちっ娘!）」というローカルアイドルをプロデュースしデビューさせた。なお、デビュー曲「ばっちり恋しよう!」には有田のラップパートが収録されている。
- 新コンビ名の由来にもなったクリームシチューが大好物だと公言していたが、『いきなり!黄金伝説。』の企画「クリームシチューだけで1週間過ごすコンビ」に挑戦した際にかなりの野菜嫌いだったことが判明し[53]、クリームシチューの殆どを相方の上田に食べさせていた。上田曰く「有田が好きなのは、クリームスープ」。
- 「H/K（話変わるけど）」という若者言葉を作った。『銭形金太郎』の深夜放送時代にVTRの前フリで好んで使用していた。
  - 同じく『銭形金太郎』では、司会の名倉潤の容姿をからかう歌を自作した（計11曲）。特に「名倉はガイコツ」は同番組のエンディングテーマにもなった（英語歌詞バージョンもある）。また、その顔立ちからラクダ、ナシゴレン、パクチー等のあだ名を付けている。
- かつては愛煙家であり、若手時代より相方の上田から「そろそろ禁煙しろ」と度々注意されていたが、2011年2月にTBSテレビの廊下で和田アキ子とすれ違って挨拶をした際に、「絶対、タバコはやめたほうがいいぞ」と言われ改心し、禁煙に成功した[54]。
- 有田は上田ちゃんネルを毎週見ており、再放送も見ている。
- アンタッチャブルの山崎と少女時代のコンサートを観に行っていて、少女時代のメンバーにもそのことを知られている。
- お笑い芸人として生計を立てられるようになるまではキャバクラウェイター、警備員、お好み焼き屋等のアルバイトをしていたことがある[55]。
- お笑い芸人になろうと上田と共に芸能プロダクションの面接を受けた若き日の有田が、担当の面接官に「将来の夢は何かある？」と質問された際、うっかり間違って「立派な弁護士になりたいです」と言ってしまい、驚いた上田が思わず「違うだろっ！」とマジツッコミを入れたそうだが、この一連のやりとりを面接官がネタと勘違いしたために、面接に合格した[56]。
- 有田は平成19年3月1日付けの済々黌の同心会会報に自身の在学時の思い出を載せている。有田は高校3年生の時、文化祭で毎年恒例のイベントである「歌の祭典」というイベントに参加することになり、同級生達と共に夜遅くまでギャグのネタを考え、段取りを練り直し、揃いのTシャツも発注し、リハーサルを何度も重ねて準備に励み、イベントを立ち上げるその過程を楽しんでいた。だが、本番一週間前なり、昭和天皇の病状が悪化した為、全国各地で華々しい催し等は中止もしくは縮小となり、「歌の祭典」も開催中止となった。有田はそのイベントが出来なかったことが心残りなまま高校を卒業したが、あのやり残した「歌の祭典」を実現させてみたい、という気持ちは後に有田がお笑いを志す上でひとつのきっかけになった。有田はこのことについて、「済々黌に置いてきたこと。それを今もずっとやり続けています。」と会報に寄稿している。

### 女性関係
- 『ロンドンハーツ』で、相方の上田から「合コン好きの有田を懲らしめてほしい」と番組に依頼され、騙しの合コンをセッティングするという企画が組まれた。この企画は3回に渡って放送されたが、全て番組が仕掛けた落とし穴に落下している。女性と2人きりになった時、淳の指令でその女性が「クルトンって呼んでいい?」と言ったことから、番組では「クルトン（有田）[57]」と呼ばれる様になった。その仕返しとして有田は、「上田の好感度を落としたい」として田村淳に上田を騙す為のハニートラップを依頼したが、その中で上田は、有田とは正反対の硬派な振る舞いを見せ、放送終了後、番組ホームページのBBSには上田を絶賛する女性視聴者からの書き込みが多数寄せられ、逆に上田の好感度を上げてしまう結果となった。その放送後には、上田の硬派キャラをパクって合コンをしていることをアンタッチャブルの山崎弘也に暴露され、再度、同様の騙し合コンに引っ掛かり、最後にはまた落とし穴に落下している。
- 2004年8月、女優・深田恭子との泊まりがけデートが写真週刊誌・フライデーにスクープされた。更に同じ月、山崎と合コンを行った帰りにラブホテルに入る様子を同誌に激写されている。また、別の女性との同棲も報じられ、ルックスに似合わずプレイボーイとして有名。上田からは「フライデーに連載を持っているのか?」と揶揄された。しかし、深田との一件以来モテなくなったと発言している。

## 出演
以下は、有田哲平のみの出演番組を記載する。コンビでの出演番組は、くりぃむしちゅーの項目を参照のこと。

### 現在出演のテレビ番組
- 全力!脱力タイムズ （2015年4月17日 - 、フジテレビ） - 番組内では「アリタ哲平」
- 有田哲平とコスられない街 （2024年5月3日 - 、TBS）

### 過去出演のテレビ番組
- 生でGONG! X2（FIGHTING TV サムライ）
- 内村プロデュース（テレビ朝日）常連出演
- ぐるぐるナインティナイン（日本テレビ）「かぶっちゃや〜YO!」のコーナーレギュラー
- ロンドンハーツ（テレビ朝日、2002年-2003年）
- ぶっちゃけ!99（2004年-2005年、TBS）
- アメトーーク!（テレビ朝日）不定期出演
- とんねるずのみなさんのおかげでした（2004年-2012年、フジテレビ）「博士と助手〜細かすぎて伝わらないモノマネ選手権〜」のモノマネロボ1号・有田くん（コーナーレギュラー）
- シュガーヒルストリート（2006年-2007年、日本テレビ）
- むちゃぶり!（2007年-2009年、TBS）
- アリケン（2008年4月-2010年9月、テレビ東京）
- ホリペイ（2009年、BSジャパン）
- オレたち!クイズMAN（2009年10月-2010年7月、TBS）
- アリなし〜アリケン★ゴールデンスタジアム〜（2010年10月-2011年9月、テレビ東京）
- 有田とマツコと男と女（2010年10月-2011年9月、2012年4月-2013年3月 TBS）レギュラー出演
- 人生が変わる1分間の深イイ話（日本テレビ、2011年9月19日、2012年1月30日にスペシャルコメンテーター枠で出演）
- 私の何がイケないの?（2011年10月-2016年3月、TBS）
- 有田とヤラシイ人々 (2013年4月-2013年9月、TBS）
  - 有田のヤラシイハナシ (2013年10月- 2014年3月、TBS）
  - 有田のヤラシイ...（2014年5月-2015年3月、TBS）
- 有田チルドレン（2015年4月-9月、TBS）
- アリよりのアリ〜理想の男女をビジュアル化〜（2015年10月-2016年3月、TBS）[58]
- 愛され女と独身有田〜運命を変える婚活TV〜（2015年10月- 2016年9月、日本テレビ）[59]
- ご対面バラエティー 7時にあいましょう（2016年4月-12月、TBS）
- 有田ジェネレーション（2016年5月10日 - 2021年3月23日、TBS）
- 友だち+プラス（2017年4月 - 9月、TBS）
- 有田哲平の夢なら醒めないで（2017年10月10日 - 2019年3月19日、TBS）
- 有田P おもてなす（2018年4月7日 - 2022年3月5日、NHK総合）
- 有田哲平と高嶋ちさ子の人生イロイロ超会議（2019年4月22日 - 2020年2月17日、TBS）
- 有田プレビュールーム（2020年7月 - 2021年3月 、TBS）
- 賞金奪い合いネタバトル ソウドリ〜SOUDORI〜（2021年4月27日 - 2024年3月26日、TBS）[60]
- ニッポン人の頭の中（2023年10月21日 - 2024年3月30日、日本テレビ）[61]

特番
現在
- 世界で一番怖い答え（2019年8月16日 - 、フジテレビ）- 司会
- ベストヒットUSA（2021年4月4日 - 、BS朝日）- 年1回行われるコーナー「有田哲平のアリデミー賞」に出演
- 笑神様は突然に…（2022年8月24日 - 、日本テレビ）- VTR「有田×ザキヤマ With IKKO シリーズ」に出演。
- THE SECOND 〜漫才トーナメント〜（2024年5月18日 - 、フジテレビ） - ハイパーゼネラルマネージャー

過去
- テキトーTV（2005年3月5日 - 2007年3月3日、テレビ朝日）- 司会
- 模範解答男（2006年12月27日、フジテレビ）- MC
- 有田&山崎のひきだし太郎（2008年1月3日 - 2011年7月9日、テレビ東京）- MC
- クイズ・タイムリミット（2008年5月31日、TBS）- 司会
- ガッテンお盆臨時営業中「マニアに学ぶ ビールをおいしく飲む法」（2010年8月12日、NHK総合）- 司会
- アーリーチャップリン（2012年7月3日、TBS）
  - ノープ・ランナー。（2012年10月11日、TBS）
- サタデーバリューフィーバー→サンバリュ（日本テレビ）
  - 有田哲平のちょっといいですか?で始まる番組（2013年6月8日）- MC
  - かいしんのいちげき〜自分で選ぶ自分の一番〜（2017年4月30日）- MC
  - 有田パパの子ども図鑑（2022年10月2日）- MC
  - ビッグデータでわかったニッポン人の頭の中（2023年6月11日）- パネラー
- ブッキングGP（2014年4月11日・6月25日、フジテレビ）- 審査委員長
- アリさん（2014年8月12日、フジテレビ）
- 全力!脱力ニュース（2014年12月30日、フジテレビ）- メインキャスター
- オスカフェ（2015年1月1日、フジテレビ）- 店長
- ネクストブレイク「有田哲平の世界一オモシロい番組」（2015年12月24日 - 2016年10月18日、日本テレビ）
- アリよりのアリ〜理想の男女をビジュアル化〜（2016年6月7日、TBS）
- 探して!集めて!有田コレクション ザ・ソロエル（2017年3月4日、朝日放送）- MC
- 独身女と新婚有田（2017年3月21日・12月30日、日本テレビ）
- 有田P おもてなす（2017年3月24日・12月29日、NHK総合）- 司会
- 今夜解禁!ザ・因縁（2017年3月31日 - 2019年12月20日、TBS）- MC
- 友達だから初公開!芸能界(秘)人脈大図鑑（2017年6月27日、TBS）- MC
- 明日は我がミーティングSP（2017年12月26日 - 2018年10月2日、TBS）- MC
- 有田教授と憂鬱な民（2018年12月30日 - 2020年12月20日、日本テレビ)
- コトブキツカサがくりぃむ有田パイセンを静岡に呼んじゃうのはアリアリですか?（2020年3月21日、2022年9月21日、静岡放送）
- #ハッシュで有猿（2020年12月26日、フジテレビ）- 司会
- A-コマンド〜有田と美女が発注に答えます〜（2021年10月5日、フジテレビ）- MC
- 土曜☆ブレイク「拡散!芸人ネタ動画 有田バズレーション!」（2021年12月4日、TBS）- MC
- 有田哲平の全部見せます!（2022年6月4日、毎日放送）- MC
- 有田とカレンと売る人と買う人（2022年8月18日・25日、TBS）- 司会
- 肉vs魚!究極の決断グルメショーすき焼きvs海鮮鍋...どっち食べる? MC有田哲平!（2024年2月3日、TBS）- 主宰
- 有田哲平の休日はラーメン連食（2024年3月29日・9月13日、BSフジ）
- 有田哲平のベキメシ〜知るべき!行くべき!食べるべき!〜（2024年5月3日、BS朝日）
- 爆笑!ナイスな引き出しGP★有田チョコプラが初タッグ!芸人14組が必殺ワード連発（2024年8月26日・9月2日、TBS）- MC
- 衝撃映像!天国と地獄（2025年4月29日、フジテレビ）- MC

### ラジオ番組
- 目からウロコ!21（2003年-2004年、ニッポン放送）
  - 進研ゼミ高校講座Presents 目からウロコ!24（2004年-2005年）
- アンタッチャブルのシカゴマンゴ 複数回出演
- うどうのらじお（2024年9月13日、ニッポン放送） - 代理パーソナリティー[注 2]

### テレビドラマ
- スタイル!（2000年、テレビ朝日） - 牛膝ジュン 役[62]
- 学校の怪談 春の物の怪スペシャル 第3話「俺たちの文化祭」（2001年3月27日、関西テレビ）
- 春ランマン（2002年、関西テレビ） - 不動産屋 役
- 零のかなたへ〜THE WINDS OF GOD〜（2005年、テレビ朝日）
- 和田アキ子殺人事件（2007年2月12日、TBS） - 三上慶介 役
- パパドル! 第3話（2012年5月10日、TBS） - 本人 役
- わにとかげぎす（2017年7月 - 9月、TBS） - 主演・富岡ゆうじ 役[63]
- 連続テレビ小説 半分、青い。（2018年4月 - 9月、NHK）- 津曲雅彦 役[64][65]
- ウチの娘は、彼氏が出来ない!!（2021年1月  - 3月、日本テレビ） - 小西 役[66][67]
- 世にも奇妙な物語 2022年 夏の特別編 「何だかんだ銀座」（2022年6月18日、フジテレビ） - 主演・ニホンオオカネモチ 役[68]

### 映画
- ピーナッツ（2006年、コムストック） - アゴ男爵 役
- 宇宙で1番ワガママな星（2010年）
- シルバーフィクション（2011年）
- TSY タイムスリップヤンキー（2012年） - 友情出演
- SRサイタマノラッパー ロードサイドの逃亡者（2012年） - 友情出演
- アントニオ猪木をさがして（2023年）[69]
- 家出レスラー（2024年5月17日、ブシロードムーブ）[70]
- かくかくしかじか（2025年5月16日、ワーナー・ブラザース映画） - 中田先生 役[71]

### テレビアニメ
- 名探偵コナン「世界一受けたい授業事件 前編 / 後編」（2011年11月12日・19日、読売テレビ） - 有田学級委員長 役[注 3]

### 劇場アニメ
- 映画ドラえもん のび太と緑の巨人伝（2008年、東宝） - パルナ 役

### インターネット
- なんでもアリタっ!（2009年、goomo）
- 帰ってきたベタドラマ（2009年、BeeTV) くりぃむしちゅーのたりらリラ〜ンで誕生した企画を復活させた番組
- 有田と週刊プロレスと（2016年11月22日 - 2019年12月25日、Amazonプライム・ビデオ） - MC[72]
- 有田プロレスインターナショナル（2020年11月4日 - 、Amazonプライム・ビデオ） - MC
- 有田ジェネレーション（2021年4月19日 - 、Paravi）[73]
- 有田哲平のプロレス噺「オマエ有田だろ!!」（2022年2月3日 - 、YouTube）
- 有田哲平の引退TV（2022年11月25日 - 、ABEMA） - MC
- 有田脳（2022年12月1日 - 、Amazon Music ほか）[11]
  - 有田哲平の5分で人生相談（2023年1月5日 - 、Amazon Music）[74]

### CM
- 富士フイルム 写ルンです（1997年）海砂利水魚時代
- KDDI CDMA 1X WIN 『モシモシ未来ですか・誕生編』（2003年）
- キリンビバレッジ キリンファイア（2012年）
- キリンビール キリン・ザ・ストロング（2019年）

### PV
- ZEEBRA「Stop Playin' A Wall」（2006年12月6日、UBG Records）
- 餓鬼レンジャー「CALL 〜Skit〜」アルバム『ラッキー・ボーイズ』収録（2004年7月21日、ビクターエンタテインメント）高田延彦のものまねで参加。

### 雑誌
- 俺はお前のかませ犬だ!（2010年3月-2011年5月、週刊プレイボーイ）

## 作品

### DVD
- 特典映像（2008年、ビクターエンタテインメント）監督
- シルバーフィクション　第1集（2011年、ポニーキャニオン）

### 書籍
- プロレスラー　伝説のビッグマウス!（2010年7月、河出書房新社）責任編集
- 純度100%！有田哲平のプロレス哲学 (2022年8月、ベースボール・マガジン社)